# سیارک ۶۲۵۵
سیارک ۶۲۵۵ (به انگلیسی: 6255 Kuma، نامگذاری:1994XT) شش هزار و دویست و پنجاه و پنجمین سیارک کشف شده‌است که در ۵ دسامبر ۱۹۹۴ کشف شد.
قدر مطلق سیارک برابر ۱۲٫۵۰ است.